# برايان كاي
برايان كاي (بالإنجليزية: Brian Kay)‏ هو موزع بريطاني، ولد في 12 مايو 1944.